# Francesco Nullo

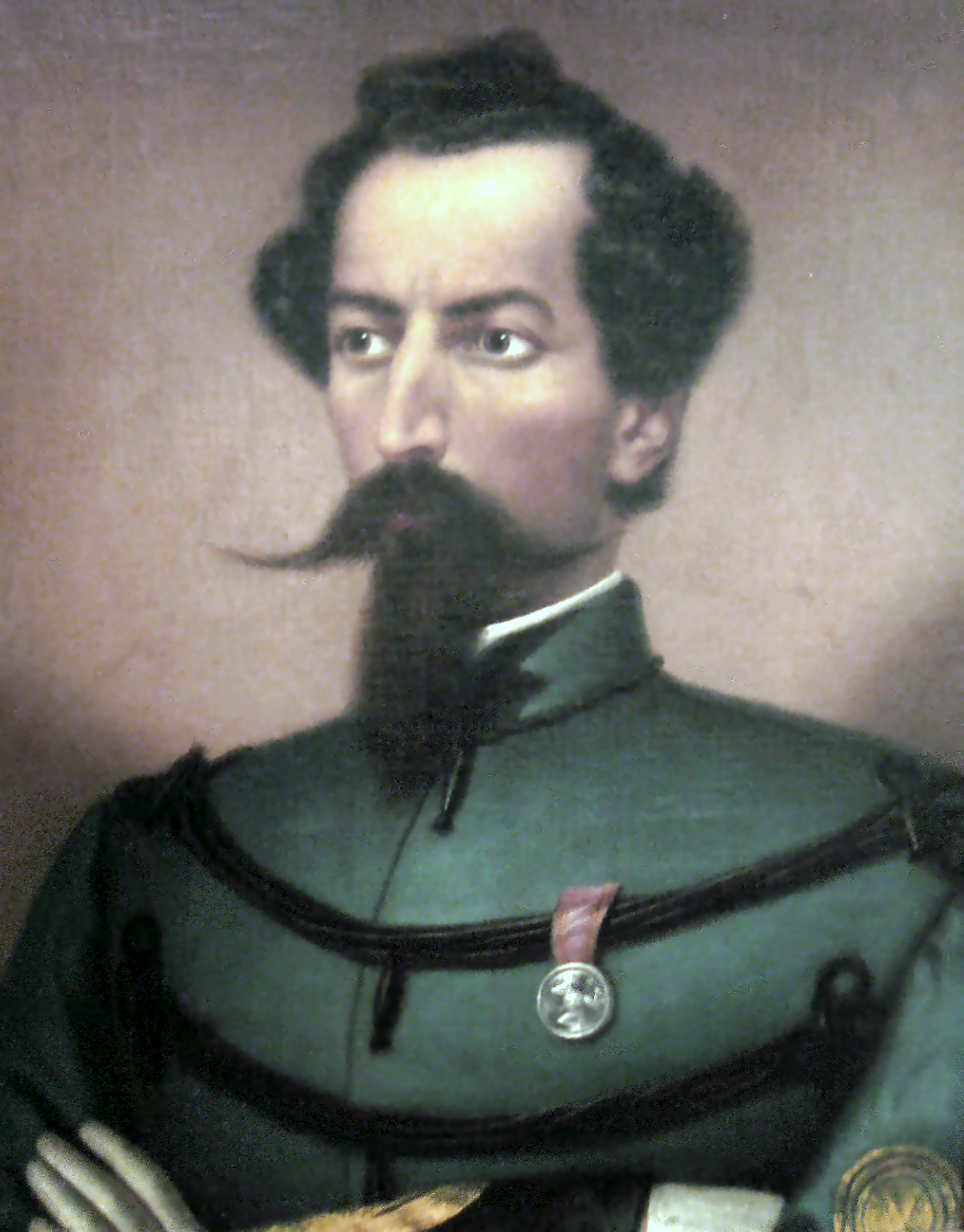
Francesco Nullo, 1850

Francesco Nullo (* 1. März 1820 in Bergamo; † 5. Mai 1863 in Krzykawka, Polen) war ein italienischer Oberst und Freiheitskämpfer.
1848 kämpfte er während des Volksaufstandes von Mailand zusammen mit zwei seiner Brüder gegen österreichische Besatzungstruppen, ein Jahr danach mit Garibaldis Rothemden für die Römische Republik gegen die Franzosen. 1859 nahm er als Oberleutnant am Zweiten italienischen Unabhängigkeitskrieg teil, 1860 am Zug der Tausend, bei dem er in der Schlacht von Calatafimi verwundet wurde. 1862 ließ ihn die Regierung Rattazzi wegen seiner Teilnahme am Feldzug Garibaldis im Aspromonte verhaften. Als politischer Häftling musste er jedoch nur wenige Monate in der Festung von Bard absitzen. 1863 ging er nach Polen und beteiligte sich am Januaraufstand gegen die zaristische Herrschaft. Als General fiel er bei Krzykawka, Ortsteil der Gemeinde Gmina Bolesław, im Kampf gegen die Russen.